# Henry H. Crapo

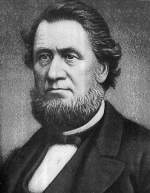
Henry H. Crapo.

Henry Howland Crapo, född 24 maj 1804 i Dartmouth, Massachusetts, död 22 juli 1869 i Flint, Michigan, var en amerikansk republikansk politiker. Han var guvernör i delstaten Michigan 1865–1869.
Crapo arbetade först som lärare i Dartmouth och flyttade sedan till New Bedford där han var bland annat auktionsförrättare och lantmätare. Därefter arbetade han länge som fredsdomare och var verksam inom valfångsten. Han gifte sig 1825 med Mary Ann Slocum och paret fick nio döttrar samt en son.
Crapo flyttade 1856 till Flint och var verksam inom timmerbranschen i Michigan. Han var borgmästare i Flint 1860–1861. Crapo efterträdde 1865 Austin Blair som guvernör och efterträddes 6 januari 1869 av Henry P. Baldwin. Henry H. Crapo avled ett halvår efter att ha lämnat guvernörsämbetet och gravsattes på Glenwood Cemetery i Flint.